# Wolfram Bergerowski
Wolfram Bergerowski (* 14. März 1936 in Ludwigsburg; † 2. Juni 2009) war ein deutscher Politiker der FDP. 

## Ausbildung und Beruf
Wolfram Bergerowski absolvierte ein Studium der Rechtswissenschaft in Tübingen und Göttingen, welches er 1961 mit dem Ersten und 1966 mit dem Zweiten Juristischen Staatsexamen abschloss. In Tübingen wurde er Mitglied der Studentenverbindung Landsmannschaft Schottland. 1966 wurde er zum Richter in Heilbronn ernannt. Nach einer Station in Marbach kam er an das Amtsgericht in Ludwigsburg. 2001 beendete Bergerowski seine Dienstzeit in der Position des stellvertretenden Direktors. Im Anschluss daran übernahm der die Leitung der Ludwigsburger Außenstelle der Opferschutzorganisation Weißer Ring, die er erfolgreich ausgebaut hat.

## Politische Tätigkeit
Wolfram Bergerowski trat 1968 der FDP bei und war Mitglied des Landesvorstands der Partei in Baden-Württemberg. Von 1971 bis 1980 war er Mitglied im Kreistag des Landkreises Ludwigsburg und von 1976 bis 1980 zusätzlich Mitglied des Landtages von Baden-Württemberg. Seine Wahl in den Landtag erfolgte über das Zweitmandat im Wahlkreis Ludwigsburg. Von 1980 bis 1983 war er über die Landesliste Baden-Württemberg Mitglied des Deutschen Bundestages. Im Bundestag war er Mitglied im Rechtsausschuss, im Petitionsausschuss und im Ausschuss für innerdeutsche Beziehungen, sowie 1983 im Untersuchungsausschuss zum Fall Rauschenbach.